# Coregoninae
La sottofamiglia Coregoninae comprende 75 specie di pesci appartenenti alla famiglia Salmonidae e suddivisi in due generi:Coregonus e Stenodus.

## Distribuzione
Questa sottofamiglia ha distribuzione circumpolare artica, comprendente l'Europa centrosettentrionale, la Russia, la Siberia e l'America settentrionale. Non sono naturalmente presenti nelle regioni mediterranee per cui tutti i coregoni presenti in Italia sono introdotti.

## Specie
- Coregonus albellus
- Coregonus albula
- Coregonus alpenae
- Coregonus alpinus
- Coregonus arenicolus
- Coregonus artedi
- Coregonus atterensis
- Coregonus autumnalis
- Coregonus baicalensis
- Coregonus baunti
- Coregonus bavaricus
- Coregonus bezola
- Coregonus candidus
- Coregonus chadary
- Coregonus clupeaformis
- Coregonus clupeoides
- Coregonus confusus
- Coregonus danneri
- Coregonus fatioi
- Coregonus fera
- Coregonus fontanae
- Coregonus gutturosus
- Coregonus heglingus
- Coregonus hiemalis
- Coregonus hoferi
- Coregonus hoyi
- Coregonus huntsmani
- Coregonus johannae
- Coregonus kiyi
- Coregonus laurettae
- Coregonus lavaretus
- Coregonus lucidus
- Coregonus lucinensis
- Coregonus macrophthalmus
- Coregonus maraena
- Coregonus maxillaris
- Coregonus megalops
- Coregonus migratorius
- Coregonus muksun
- Coregonus nasus
- Coregonus nelsonii
- Coregonus nigripinnis
- Coregonus nilssoni
- Coregonus nobilis
- Coregonus oxyrinchus
- Coregonus palaea
- Coregonus pallasii
- Coregonus peled
- Coregonus pennantii
- Coregonus pidschian
- Coregonus pollan
- Coregonus reighardi
- Coregonus renke
- Coregonus restrictus
- Coregonus sardinella
- Coregonus stigmaticus
- Coregonus subautumnalis
- Coregonus suidteri
- Coregonus trybomi
- Coregonus tugun lenensis
- Coregonus tugun tugun
- Coregonus ussuriensis
- Coregonus vandesius
- Coregonus wartmanni
- Coregonus widegreni
- Coregonus zenithicus
- Coregonus zuerichensis
- Coregonus zugensis
- Prosopium abyssicola
- Prosopium coulterii
- Prosopium cylindraceum
- osopium gemmifer
- osopium spilonotus
- osopium williamsoni
- enodus leucichthys